# Kabinett Mintoff IV
Das maltesische Kabinett Mintoff IV wurde am 20. Dezember 1981 von Premierminister Dom Mintoff von der Partit Laburista (PL) gebildet. Es löste das dritte Kabinett Mintoff ab und befand sich bis zum 3. September 1983 im Amt.

## Geschichte

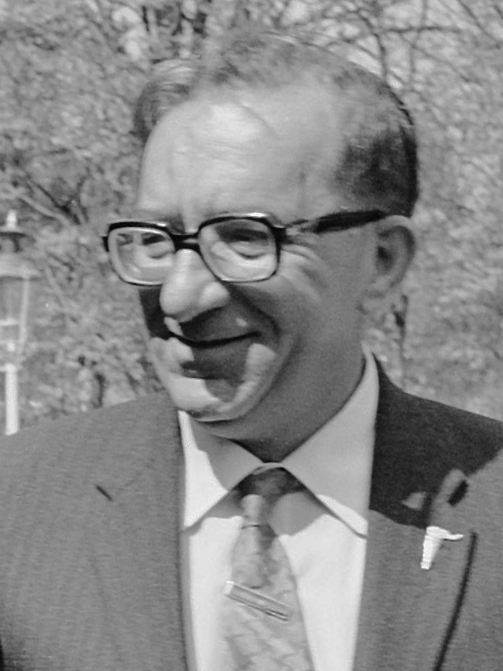
Dom Mintoff (1974)

Bei den Wahlen zum Repräsentantenhaus vom 12. Dezember 1981 lag die Partit Nazzjonalista (PN) unter ihrem neuen Vorsitzenden Eddie Fenech Adami mit 114.132 Wählerstimmen vor der PL Mintoffs, auf die 109.990 Stimmen entfielen. Aufgrund des Wahlrechts fielen auf die Partit Laburista allerdings 34 Sitze, während die Partit Nazzjonalista 31 Mandate bekam. 
1981 nahm man bei Ghar Lapsi an der Südwestküste in der Nähe der Tempelanlagen von Mnajdra die erste Meerwasserentsalzungsanlage des Landes in Betrieb und verminderte so den chronischen Wassermangel. Auf Grund des Erfolges der Einrichtung folgten bald weitere, so etwa an der Nordküste Gozos am Reqqe Point. In einem am 11. März 1983 ratifizierten Vertrag sicherte Italien Malta Neutralität zu und am 29. Juni desselben Jahren enteignete die Regierung Mintoff sämtliche Kirchengüter auf den Inseln. Am 3. September 1983 bildete Mintoff sein fünftes Kabinett.

## Minister
| Amt                                                            | Name                                           | Partei           | Anmerkungen |
| -------------------------------------------------------------- | ---------------------------------------------- | ---------------- | --- |
| Premierminister                                                | Dom Mintoff                                    | Partit Laburista | |
| Vize-Premierminister, Minister für wirtschaftliche Entwicklung | Wistin Abela                                   | Partit Laburista | |
| Finanzminister                                                 | Lino Spiteri                                   | Partit Laburista | |
| Bildungsminister                                               | Philip Muscat                                  | Partit Laburista | |
| Industrieminister                                              | Joseph „Joe“ Grima                             | Partit Laburista | |
| Minister für Justiz und Parlamentarische Angelegenheiten       | Joseph „Guze“ Cassar                           | Partit Laburista | |
| Minister für Arbeit, Beschäftigung und soziale Dienste         | Danny Cremona Carmelo „Karmenu“ Mifsud Bonniċi | Partit Laburista | Cremona: Amtszeit Dezember 1981 bis 1982, im Amt verstorben Mifsud Bonniċi: Amtszeit 2. Mai 1982 bis 3. September 1983                |
| Minister für Gesundheit und Umwelt                             | Vincent Moran                                  | Partit Laburista | |
| Minister für Inneres und Sport                                 | Lorry Sant                                     | Partit Laburista | |
| Minister für Landwirtschaft und Fischerei                      | Alfred „Freddie“ Micallef                      | Partit Laburista | |
| Minister für halbstaatliche Investitionen                      | Patrick Holland Joe Debono Grech               | Partit Laburista | Holland: Amtszeit Dezember 1981 bis zum Rücktritt aus gesundheitlichen Gründen 1983 Debono Grech: Amtszeit 1983 bis 3. September 1983 |
| Tourismusminister                                              | Reno Calleja                                   | Partit Laburista | |
| Minister für öffentliche Arbeiten                              | Karmenu Vella                                  | Partit Laburista | |
| Außenminister und Kulturminister                               | Alex Sceberras Trigona                         | Partit Laburista | |